# Село имени Куйбышева (Нарынская область)
Имени Куйбышева (кирг. Куйбышев) — село в Нарынском районе Нарынской области Кыргызстана. Входит в состав Мин-Булакского айылного аймака.

## География
Село расположено в центральной части области, в высокогорной зоне, на левом берегу реки Онары (правый приток Нарына), на расстоянии приблизительно 9 километров (по прямой) к северо-западу от города Нарын, административного центра области и района. Абсолютная высота — 2051 метр над уровнем моря.

## Население
Согласно оценочным данным Национального статистического комитета Кыргызской Республики, численность населения села на начало 2023 года составляла 4038 человек.
| год     | 2009 | 2014 | 2015 | 2020 | 2021 | 2023 |
| ------- | ---- | ---- | ---- | ---- | ---- | ---- |
| человек | 3487 | 3442 | 3589 | 3963 | 4004 | 4038 |